# Yōko Mori
Yōko Mori (japanisch 森 瑤子, Mori Yōko, eigentlich Masayo Brackin; geboren 4. November 1940 in Itō (Präfektur Shizuoka); gestorben 6. Juli 1993 in Tama) war eine japanische Schriftstellerin.

## Leben und Wirken
Yōko Mori lebte aufgrund der Arbeit ihres Vaters vom 1. bis zum 4. Lebensjahr in Zhangjiakou, China, kehrte aber kurz vor dem Ende des Zweiten Weltkriegs nach Japan zurück. Im Alter von 6 Jahren lernte sie auf Empfehlung ihres Vaters Geige und trat 1959 in die Abteilung für Instrumentalmusik der Musikfakultät der Tōkyō Geijutsu Daigaku ein. Während ihrer Studienzeit beschäftigte sie sich mit französischer Literatur, mit Autoren wie Sagan, Sartre und Camus und verlor das Interesse an der Geige. 1963, nach dem Abschluss, gab sie die Violine auf und begann in einer Werbeagentur zu arbeiten. In diesem Jahr lernte sie einen Engländer kennen, Ivan Brackin, der in Japan unterwegs war und verlobte sich mit ihm. 1964 verheirateten sie, beide arbeiteten weiter in ihren Berufen.
1967, als die erste Tochter geboren wurde, verließ sie die Werbeagentur und wurde freiberuflicher Werbetexter. Danach mietete sie ein Haus namens „Wind House“ (風の家) in Moroiso (諸磯) an der Spitze der Miura-Halbinsel. Sie wurde Vollzeit-Hausfrau und widmete sich der Erziehung ihrer Kinder. 1971 wurde die zweite Tochter geboren und 1972 die dritte Tochter. 1973 kehrte die Familie nach Tokio zurück, als ihre älteste Tochter in die Grundschule kam, man lebte in Roppongi. Müde, Kinder zu erziehen und nur noch als Hausfrau zu leben, fühlte sie sich festgefahren und suchte nach einem Ausweg. Inspiriert vom Maler Masuo Ikeda (1934–1997), der für seinen Roman „Der Ägäis gewidmet“ (1977) mit dem Akutagawa-Preis ausgezeichnet wurde, begann sie zu schreiben.
1978 gewann Mori den „Subaru-Literaturpreis“ für ihr Erstlingswerk „Jōji“ (情事) – „Eine Liebesaffäre“. Das Buch mit kühnen erotische Szene zwischen einer verheirateten Frau und einem ausländischen Mann, eine Café-Bar in Roppongi, in der sich Ausländer treffen, und eine Homeparty in einer Villa in Karuizawa, das alles wurde zu einem heißen Thema in den Massenmedien. „Yūwaku“ (誘惑) – „Verführung“ wurde 1979 für den 82. Akutagawa-Preis nominiert, und „Kizu“ (傷) – „Eine Wunde“, veröffentlicht 1981, wurde für den 87. Akutagawa-Preis nominiert. Neben ihrer Schreibkunst, die die Feinheiten der Sexualität und der Liebe zwischen reifen Männern und Frauen, die in der Stadt leben, stilvoll und trocken beschrieb, lebte sie mit ihrem Mann, der Außenhandel betrieb, und ihren drei Töchtern in Roppongi und verbrachte ihre freien Tage in Karuizawa oder auf der Izu-Halbinsel. Das Leben in ihren Landhäusern hier und dort, immer modisch gekleidet, machte sie zu einer charismatischen Erscheinung für Frauen. Auch ihre Essays, hinter denen einzigartige Ästhetiken wie weiblicher Lebensstil, Alkohol und Mode stehen, wurden und werden hoch bewertet.
Mitte der 1980er-Jahre gab es Modeworte wie „gutaussehendes Mädchen“ und „gutaussehende Frau“, die eigenverantwortlich handelten und niemals anderen die Schuld gaben, das passte genau auf Mori. Sie hat auch viele Kurzgeschichten geschrieben, darunter „Hotel Geschichte“ (1981) und „Beddo no otogibanashi“ (ベッドのおとぎばなし) „Bett-Märchenerzählung“ (1986), das eine Liebesaffäre zwischen einem Mann und einer Frau beschreibt, die sich in Weltklasse-Hotels wie dem „Peninsula“ in Hongkong, dem „Raffles“ in Singapur und dem „Savoy“ in London aufhalten. Weiter erschien „Otoko zammai – onna zammai“ (男三昧・女三昧) – etwa „Der Mann sieht sich – die Frau sieht sich“ (1987), ein Roman, der die hinter der Liebe verborgene Eifersucht und Selbstachtung scharf darstellt, demonstrieren Yoko Moris Erzählstil, der mit der französischen Literatur vertraut ist, und fasziniert die Leser. Sie war auch eine leidenschaftliche Übersetzerin und veröffentlichte u. a. 1992 eine Übersetzung von „Scarlett“, verfasst von Alexandra Ripley, einer Art Fortsetzung von „Vom Winde verweht“. Obwohl bei ihr 1993 Magenkrebs diagnostiziert wurde, arbeitete sie bis kurz vor ihrem Tod an Fortsetzungsromanen.
Ab Mai desselben Jahres bis 1994 erschien Moris selbst ausgewählte Sammlung „Yoko Mori Self-Selected Collection“, insgesamt 9 Bände. In den 15 Jahren seit ihrem Debüt in der Literaturwelt hat Mori etwa 100 Bücher veröffentlicht.

## Werke
- „Sommerliebe“. Roman. Bebra-Verlag, Japan Edition 2023. ISBN 978-3-86124-282-6.